# United-Express-Klasse
Der United-Express-Typ bezeichnet einen aus vier Einheiten bestehenden RoRo-Frachtschiffstyp.

## Geschichte
Die Schiffe wurden in den 1990er-Jahren in der Werft Santierul Naval in Galatz, Rumänien, gebaut und bei Fosen Yards, Rissa, Norwegen, fertiggestellt. Die ersten drei Einheiten wurden für die finnische Reederei United Shipping in Mariehamn und die vierte Einheit für die norwegische Reederei SeaTrans in Bergen gebaut.

## Beschreibung
Die Schiffe werden von einem Wärtsilä-Dieselmotor des Typs 16V46B mit 15600 kW Leistung angetrieben. Der Motor wirkt über ein Untersetzungsgetriebe auf einen Verstellpropeller. Für die Stromerzeugung stehen ein von der Hauptmaschine angetriebener Wellengenerator sowie zwei von Mitsubishi-Dieselmotoren des Typs S12R-MPTA angetriebene Generatoren zur Verfügung. Weiterhin wurde ein von einem Mitsubishi-Dieselmotor des Typs 6D22T angetriebener Notgenerator verbaut. Die Schiffe sind mit einem elektrisch angetriebenen Bugstrahlruder ausgestattet.
Die Decksaufbauten befinden sich im vorderen Bereich der Schiffe. Für die Schiffsbesatzung stehen 14 Einzelkabinen zur Verfügung. Weiterhin ist eine zusätzliche Kabine als Lotsenkabine eingerichtet. Für mitfahrende Lkw-Fahrer stehen sechs Doppelkabinen zur Verfügung.

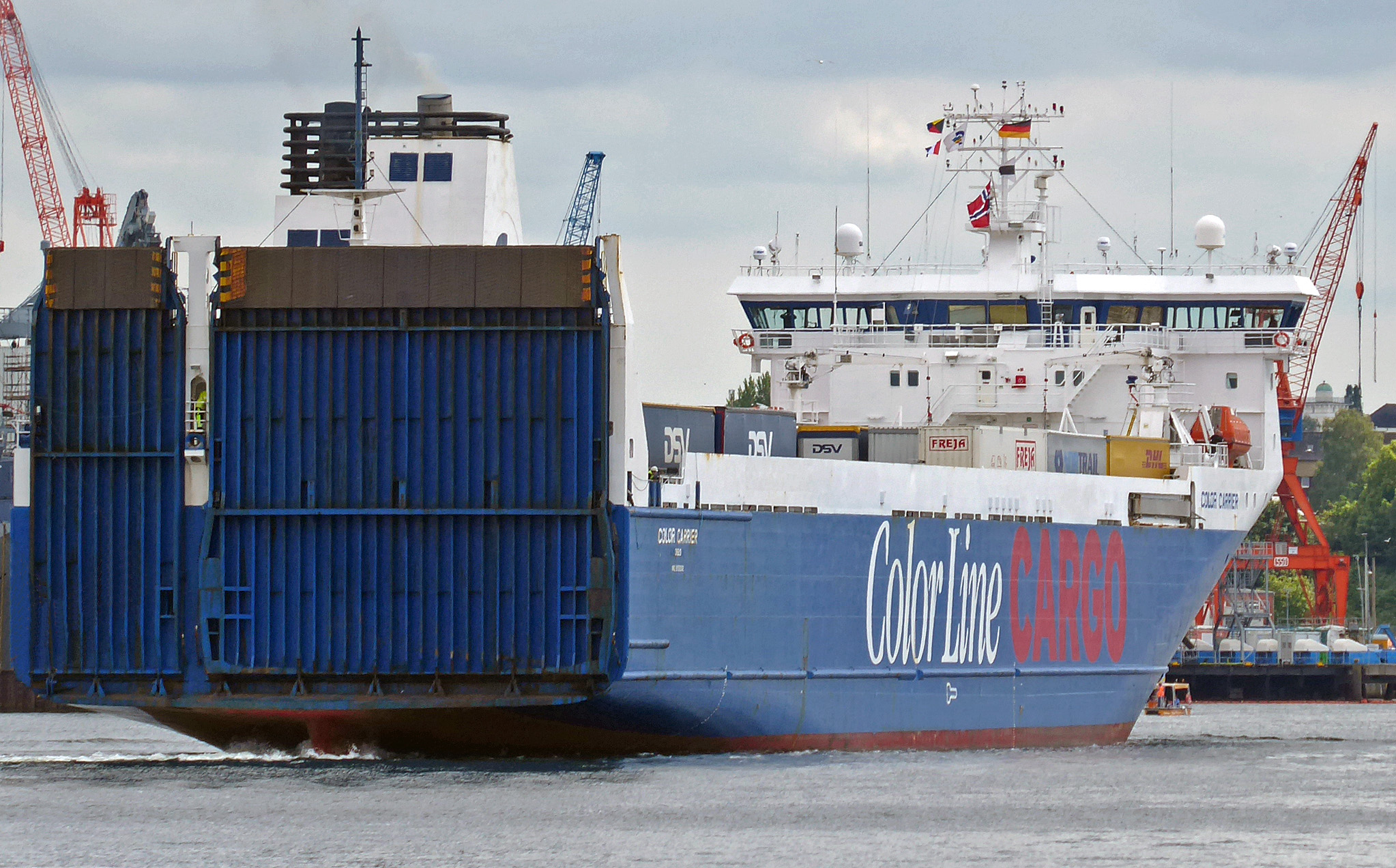
Heckansicht mit den beiden Heckrampen

Hinter den Decksaufbauten befinden sich drei RoRo-Decks, das obere Wetterdeck und zwei darunterliegende, geschlossene Decks auf dem Hauptdeck und der Tankdecke. Auf den Decks stehen insgesamt rund 1700 Spurmeter zur Verfügung (die Angaben hierzu unterscheiden sich je nach Quelle etwas). Die Decksfläche auf dem Wetterdeck beträgt circa 1920 m², auf dem Hauptdeck circa 2150 m² und auf der Tankdecke circa 1250 m². Wetterdeck und Hauptdeck können mit 5 t/m² belastet werden, die Tankdecke kann mit 3 t/m² belastet werde. Die nutzbare Höhe auf dem Hauptdeck beträgt 5,0 m und auf der Tankdecke 4,6 m. Das Hauptdeck ist über zwei Heckrampen zugänglich. Vom Hauptdeck aus sind das Deck auf der Tankdecke und das Wetterdeck über interne Rampen zugänglich. Auf dem Wetterdeck können Container geladen werden. Die Containerkapazität beträgt rund 330 TEU (die Angaben hierzu unterscheiden sich je nach Quelle etwas).
Die MN Pelican wurde im März 2007 mit einem auf der Steuerbordseite angeordneten Kran nachgerüstet.

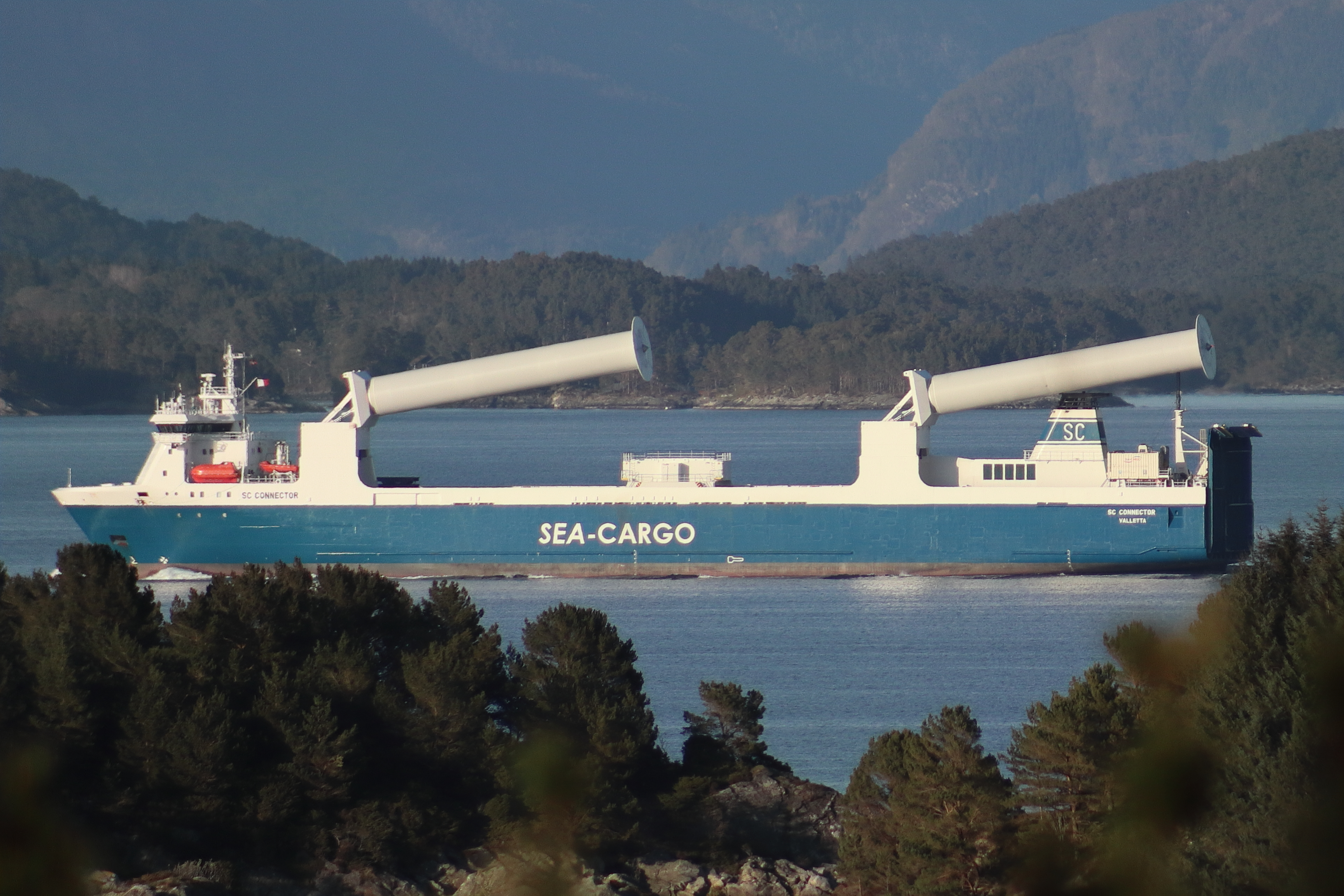
SC Connector mit geklappten Rotoren

Die SC Connector wurde im vierten Quartal 2020 mit zwei nach dem Prinzip des Flettner-Rotors funktionierenden Rotorsegeln und einem Energiespeicher ausgestattet. Die Rotorsegel sind auf der Backbordseite auf dem Wetterdeck installiert und klappbar, um Brücken und Hochspannungsleitungen unterqueren zu können. Die Rotoren dienen der Unterstützung beim Antrieb und sparen so Treibstoff und können für die Stromerzeugung genutzt werden. Im Hafen kann die für den Schiffsbetrieb benötigte Energie aus dem Energiespeicher bezogen werden, so dass die Stromerzeugungsaggregate abgeschaltet werden können.

## Schiffe
| United-Express-Typ | United-Express-Typ | United-Express-Typ | United-Express-Typ                             | United-Express-Typ         | United-Express-Typ                                                                         |
| Bauname            | Bau- nr.           | IMO-Nummer         | Kiellegung Stapellauf Ablieferung              | Auftraggeber Reederei      | Umbenennungen und Verbleib                                                                 |
| ------------------ | ------------------ | ------------------ | ---------------------------------------------- | -------------------------- | ------------------------------------------------------------------------------------------ |
| United Express     | 905 61             | 9131993            | 14. März 1996 25. März 1997 15. September 1997 | United Shipping, Mariehamn | 2002: Birka Express, 2013: Express, 2015: SC Connector                                     |
| United Carrier     | 906 62             | 9132002            | 14. März 1996 22. August 1997 23. Januar 1998  | United Shipping, Mariehamn | 2002: Birka Carrier, 2013: Carrier, 2016: Finncarrier, 2019: Color Carrier, 2022: Cadena 4 |
| United Trader      | 907 63             | 9132014            | 31. März 1997 16. Dezember 1997 15. Mai 1998   | United Shipping, Mariehamn | 2002: Birka Trader, 2013: Trader, 2016: Finnmaster, 2022: Eurocargo Sicilia, 2024: Eos     |
| Trans Botnia       | 908 64             | 9170999            | 31. Oktober 1997 26. Juni 1998 4. Januar 1999  | SeaTrans, Bergen           | 2007: MN Pelican                                                                           |